# Ажгон
Ажгон, също така ажван ароматен айован (на латински: Trachyspérmum ámmi) е едногодишно тревисто растение от семейство Сенникови, чиито семена служат за подправка. Неговата родина е Южна Индия. Подобно е на ким, кимион и копър. Височината му е от 20 до 120 сантиметра, листата му са синьо-зелени, а цветовете бели или виолетови. Не се среща в диво състояние, само като култивирано растение. Отглежда се в северна и източна Африка, югоизточна Азия и в Афганистан и Иран. В Индия се използва като добавка към зеленчукови блюда, а в Африка – към месни. Има остър аромат и пикантен вкус.
Освен в кулинарията, се използва и като билка, за лечение на гастрит, ревматизъм и астма.